# Stratele cu Aptychus de la Pojorâta
Stratele cu Aptychus de la Pojorâta alcătuiesc o arie protejată de interes național ce corespunde categoriei a IV-a IUCN (rezervație naturală de tip paleontologic), situată în județul Suceava, pe teritoriul administrativ al comunei Pojorâta.

## Localizare
Aria naturală cu o suprafață de 1 ha se află în versantul sud-estic al Munților Rarău, în lunca dreaptă a râului Moldova, în imediata apropiere a drumului european E58, la ieșirea nordică din orașul Câmpulung Moldovenesc.

## Descriere
Rezervația naturală a fost declarată arie protejată prin Legea nr.5 din 6 martie 2000 (privind aprobarea Planului de amenajare a teritoriului național - Secțiunea a III-a - zone protejate) și reprezintă un afloriment (un abrupt în versantul râului Moldova), unde, în masivul calcaros s-au descoperit resturi fosile de apthychus (atribuite Jurasicului),  depozitate în strate de roci constituite din conglomerate, marne și gresii.